# Andreas Cappelen
Andreas Zeier Cappelen (født 31. januar 1915 i Vang i Hedmark, død 2. september 2008) var en norsk politiker og jurist. Cappelen var minister i til sammen ti år. 
Cappelen begyndte sin regeringskarriere som kommunal- og arbejdsminister mellem 1958 og 1963 i Regeringen Einar Gerhardsen III. I 1963 blev han en af Gerhardsens mest centrale medarbejdere da han overtog posten som finansminister. Efter tre uger med borgerlig regering, kom Cappelen tilbage som finansminister og havde denne post fra 1963 og frem til 1965 da den borgerlige 4-partikoalition fik flertal i Stortinget og overtog regeringsmagten.
Da den borgerlige koalitionsregering under Per Bortens ledelse gik i stykker i 1971 tog Trygve Bratteli over som statsminister, og udnævnte Cappelen til udenrigsminister. I den stilling oplevede Cappelen et af sine største politiske nederlag, da det norske folk sagde nej under den norske folkeafstemning om EF i 1972. Regeringen måtte gå af, eftersom statsminister Trygve Bratteli på forhånd havde erklæret at den ville fratræde hvis den fik resultatet imod sig. 
Cappelen kom tilbage som justitsminister mellem 1979 og 1980 i Odvar Nordlis regering. 